# Dánjal Pauli Danielsen (1913–1991)
 Ikke at forveksle med Dánjal Pauli Danielsen (1919-2010).
Dánjal Pauli Danielsen (født 3. marts 1913 i Miðvágur, død 28. marts 1991) var en færøsk advokat, skribent og politiker (TF).
Efter at have afsluttet folkeskolen i Miðvágur tog han studentereksamen fra Birkerød Statsskole i 1933 og juridisk embedseksamen ved Københavns Universitet i 1945. Danielsen blev i Danmark i nogen år efter 2. Verdenskrig, hvorpå han drog tilbage til Færøerne for at praktisere som advokat. Danielsen var redaktør for den separatistiske avis 14. september fra juni 1947 til april 1949 og med til at stifte det venstreorienterede løsrivelsesparti Tjóðveldisflokkurin i 1948. Danielsen og Hanus við Høgadalsá blev partiets første medlemmer af Lagtinget i 1950. Danielsen var indvalgt i Lagtinget fra Vágar, og sad frem til 1958.
Danielsen udgav en række artikler om juridiske spørgsmål, rejseskildringen Í Íslandi summarið 1977 i 1978, Búskapur, søguliga lýstur i 1989 og den historiske roman Hvørt við sínar náðir i 1990. For romanen blev han tildelt M.A. Jacobsens Heiðursløn for skønlitteratur i 1990.